# Archaster lorioli
Archaster lorioli är en sjöstjärneart som beskrevs av Sukarno och Jacques Jangoux 1977. Archaster lorioli ingår i släktet Archaster och familjen Archasteridae. Inga underarter finns listade i Catalogue of Life.